# Parallelle diplomatie
Parallelle diplomatie (in het Engels: Track II diplomacy of backchannel diplomacy) is de praktijk van "niet-gouvernementele, informele en onofficiële contacten en activiteiten tussen particuliere burgers of groepen individuen, soms 'niet-statelijke actoren' genoemd". Deze parallelle diplomatie staat in contrast met de officiële, gouvernementele diplomatie via de geëigende overheidskanalen, maar kan die niet vervangen. Het is eerder een hulpmiddel om officiële actoren te assisteren bij het verkennen van mogelijk “niet-orthodoxe” oplossingen, zonder dat de overheid zelf formele onderhandelingen moet aanknopen.
Parallelle diplomatie kan worden bedreven door uiteenlopende spelers, zoals parlementsleden of voormalige ambtenaren, maar ook academici, geestelijken, vakbondsleiders, NGO's, enzovoorts.
Parallelle diplomatie mag niet worden verward met paradiplomatie: internationale betrekkingen van niet-centrale overheden zoals de steden, regio's of deelstaten van een federatie die rechtstreeks en soms autonoom van de centrale overheid handelen. Voorbeelden zijn Canadese provincies zoals Quebec (Gérin-Lajoie-doctrine), partnersteden met jumelage, of een Zwitsers kanton.